# Пранаб Мукерджи
Пранаб Кумар Мукерджи (на бенгалски: প্রণব কুমার মুখোপাধ্যায়, [prɔnɔb kumaːr mukʰardʒi̯]) е индийски политик.

Той е 13-ият президент на Индия от 2012 г. до 2017 г. и първият човек от Западен Бенгал, който заема този пост. В политическата си кариера, обхващаща пет десетилетия, Мукерджи е сред лидерите на партията Индийски национален конгрес и на няколко пъти е министър в правителството на Индия. Непосредствено преди да бъде избран за президент, е министър на финансите от 2009 г. до 2012 г. През 2019 г., след края на президентския си мандат, е удостоен от своя наследник Рам Натх Ковинд с най-високото гражданско отличие на Индия „Бхарат Ратна“.